# Justyna Porazińska
Justyna Porazińska z domu Brzozowska – polska dyplomatka, chargé d’affaires a.i. RP w Libii (2019–2022), ambasador w Tunezji (od 2022). 

## Życiorys
W 1996 została absolwentką studiów arabistycznych na Uniwersytecie Warszawskim.
W 1995 rozpoczęła pracę w Krajowej Izbie Gospodarczej. W latach 2001–2002 była rzeczniczką prasową Urzędu Miejskiego w Łomiankach. W 2004, po ukończeniu Krajowej Szkoły Administracji Publicznej, została zatrudniona w Departamencie Afryki i Bliskiego Wschodu Ministerstwa Spraw Zagranicznych na stanowisku do spraw arabskich państw Zatoki Perskiej. W latach 2005–2010 kierowała Referatem ds. Polityczno-Ekonomicznych Ambasady RP w Damaszku. Następnie powróciła do Departamentu Afryki i Bliskiego Wschodu MSZ, gdzie odpowiadała za współpracę z krajami Maghrebu. W latach 2014–2019 w stopniu radcy-ministra kierowała Wydziałem Polityczno-Ekonomicznym Ambasady RP w Kairze. Od 1 września 2019 do czerwca 2022 pełniła funkcję chargé d’affaires a.i. RP w Państwie Libia, rezydującą w Tunisie. 1 lipca 2022 objęła stanowisko ambasador RP w Tunezji.
Mówi biegle po arabsku, angielsku oraz francusku. Posługuje się również włoskim i rosyjskim.